# Oucques
Oucques är en kommun i departementet Loir-et-Cher i regionen Centre-Val de Loire i de centrala delarna av Frankrike. Kommunen ligger i kantonen Marchenoir som tillhör arrondissementet Blois. År 2018 hade Oucques 1 520 invånare.

## Befolkningsutveckling
Antalet invånare i kommunen Oucques
| Referens: INSEE |